# Campton (Nou Hampshire)
Campton és una població dels Estats Units a l'estat de Nou Hampshire. Segons el cens del 2000 tenia 2.719 habitants.

## Demografia
Segons el cens del 2000, Campton tenia 2.719 habitants, 1.128 habitatges, i 759 famílies. La densitat de població era de 20,2 habitants per km².
Dels 1.128 habitatges en un 30,2% hi vivien nens de menys de 18 anys, en un 54,8% hi vivien parelles casades, en un 8,2% dones solteres, i en un 32,7% no eren unitats familiars. En el 25% dels habitatges hi vivien persones soles el 8,2% de les quals corresponia a persones de 65 anys o més que vivien soles. El nombre mitjà de persones vivint en cada habitatge era de 2,41 i el nombre mitjà de persones que vivien en cada família era de 2,89.
Per edats la població es repartia de la següent manera: un 23,8% tenia menys de 18 anys, un 7,2% entre 18 i 24, un 30% entre 25 i 44, un 27% de 45 a 60 i un 11,9% 65 anys o més.
L'edat mediana era de 39 anys. Per cada 100 dones de 18 o més anys hi havia 100,1 homes.
La renda mediana per habitatge era de 39.213$ i la renda mediana per família de 46.492$. Els homes tenien una renda mediana de 30.640$ mentre que les dones 24.688$. La renda per capita de la població era de 20.189$. Entorn del 5,8% de les famílies i el 8,8% de la població estaven per davall del llindar de pobresa.